# Charles Gandrup
Charles Emil Gandrup (28. juli 1847 – 7. august 1911) var en dansk forfatter og forstander for Vajsenhuset.
Han har bl.a. skrevet teksten til sangen Lykken er ikke gods eller guld som P.E. Lange-Müller skrev melodien til.